# 特拉華州單一國會選區
特拉華州單一國會選區（英語：Delaware's At-large congressional district）是美国特拉华州的一個國會選區，始於1787年，1813至1823年間應選兩席，此後恢復應選一席。範圍包括特拉華州全州，面積6,452平方公里，2000年人口738,600人。
本區目前當區眾議員為民主黨的莎拉·麥克布萊德。此外本選區是存在最久，也是最沒有變動的選區。